# Каинская улица
Каинская улица — небольшая улица в Центральном районе Новосибирска. Пролегает с запада на восток. Начинается от перекрёстка Красного проспекта с Советской улицей, заканчивается, примыкая западной частью к Серебренниковской улице. Нумерация домов увеличивается с запада на восток. Северная сторона — чётная, южная — нечётная.

## Исторические здания
- Дом товарищества «Доверие» — дом, построенный в 1908 году и расположенный на углу Красного проспекта и Каинской улицы. Здание уцелело после масштабного пожара 1909 года, от которого пострадала 1/3 часть города. Дом — часть городской усадьбы вместе со зданием «Заезжего двора» (здания соединены между собой общими воротами). Памятник архитектуры регионального значения[1].
- Заезжий двор — одноэтажный кирпичный дом, составляющий единый исторический ансамбль вместе с примыкающими к нему со стороны боковых фасадов двумя зданиями. Территория дома принадлежала мещанке Е. К. Шаап. После 1920 года здание перешло под управление муниципальных властей. Памятник архитектуры регионального значения[2].
- Дом мещанина М. А. Рубцова — двухэтажное здание, построенное в 1910 году. Дом является частью исторического ансамбля вместе с двумя другими зданиями, расположенными западнее его бокового фасада. Памятник архитектуры регионального значения[3].
- Дом Е. К. Куклина — здание, первоначально построенное в 1905 году. Дом был восстановлен предположительно в 1909—1910 годах после пожара 1909 года. Памятник архитектуры регионального значения[4].
- Доходный дом Лихачева — дом, принадлежавший мещанину Лихачёву. Построен в 1910 году на освободившейся после пожара 1909 года территории. Памятник архитектуры регионального значения[5].
- Общежитие Промбанка — здание на углу Красного проспекта и Каинской улицы, построенное в 1927 году инженером И. А. Бурлаковым. В здании находятся 16 квартир, каждая из которых равна площади 55 м². Лестничная клетка дома находится в четырёхэтажной башне, снабжённой большими окнами. Памятник архитектуры регионального значения[6].

## Организации
- Новосибирсккиновидеопрокат
- Синема, кинозал
- Новосибирскстат
- Почтовое отделение № 7
- Дом народного творчества
- Центр архивных технологий
- Детский сад № 42

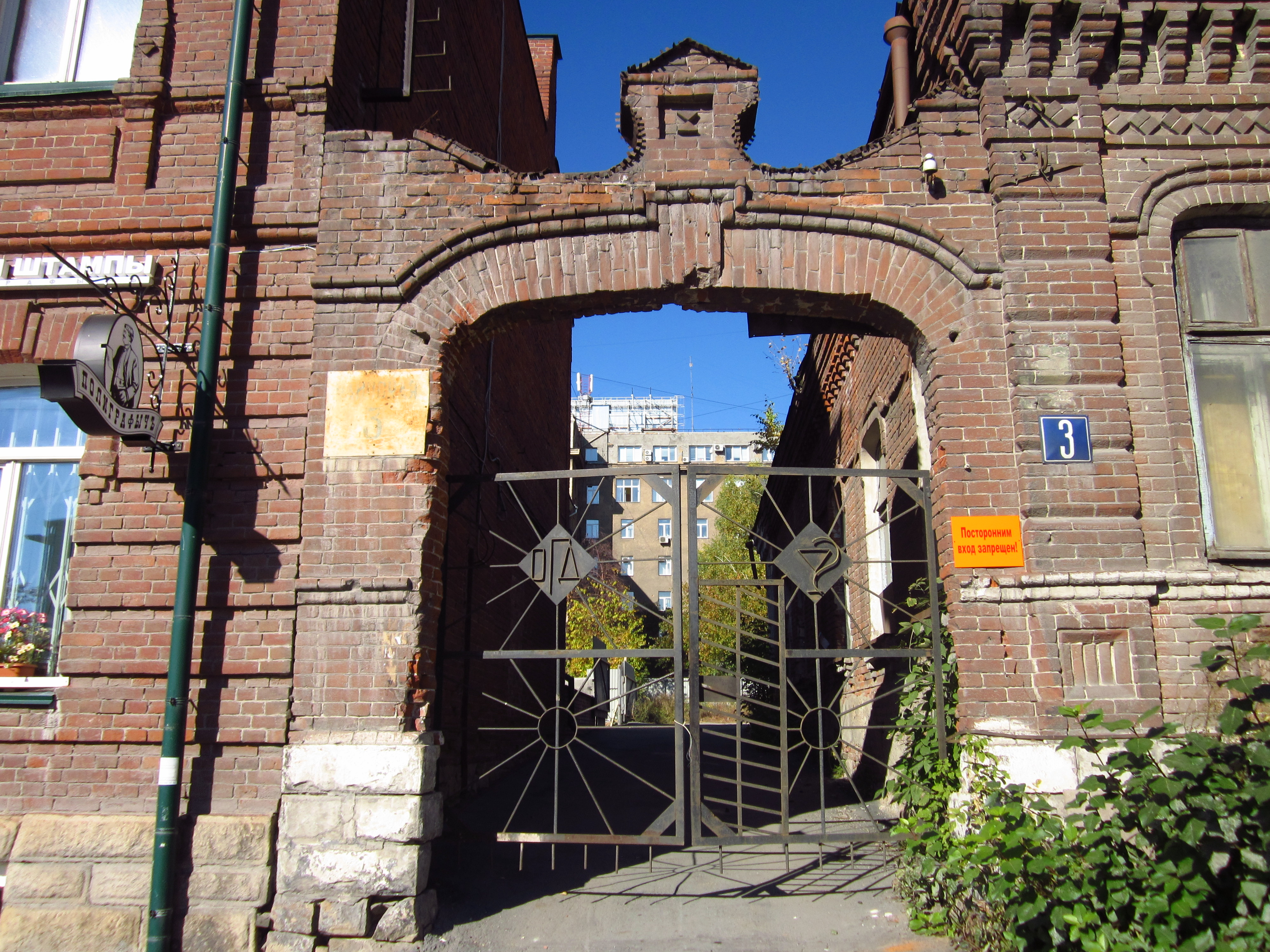
Каинская улица, дом № 3

- Сибирский окружной медицинский центр Федерального 
медико-биологического агентства России

## Транспорт

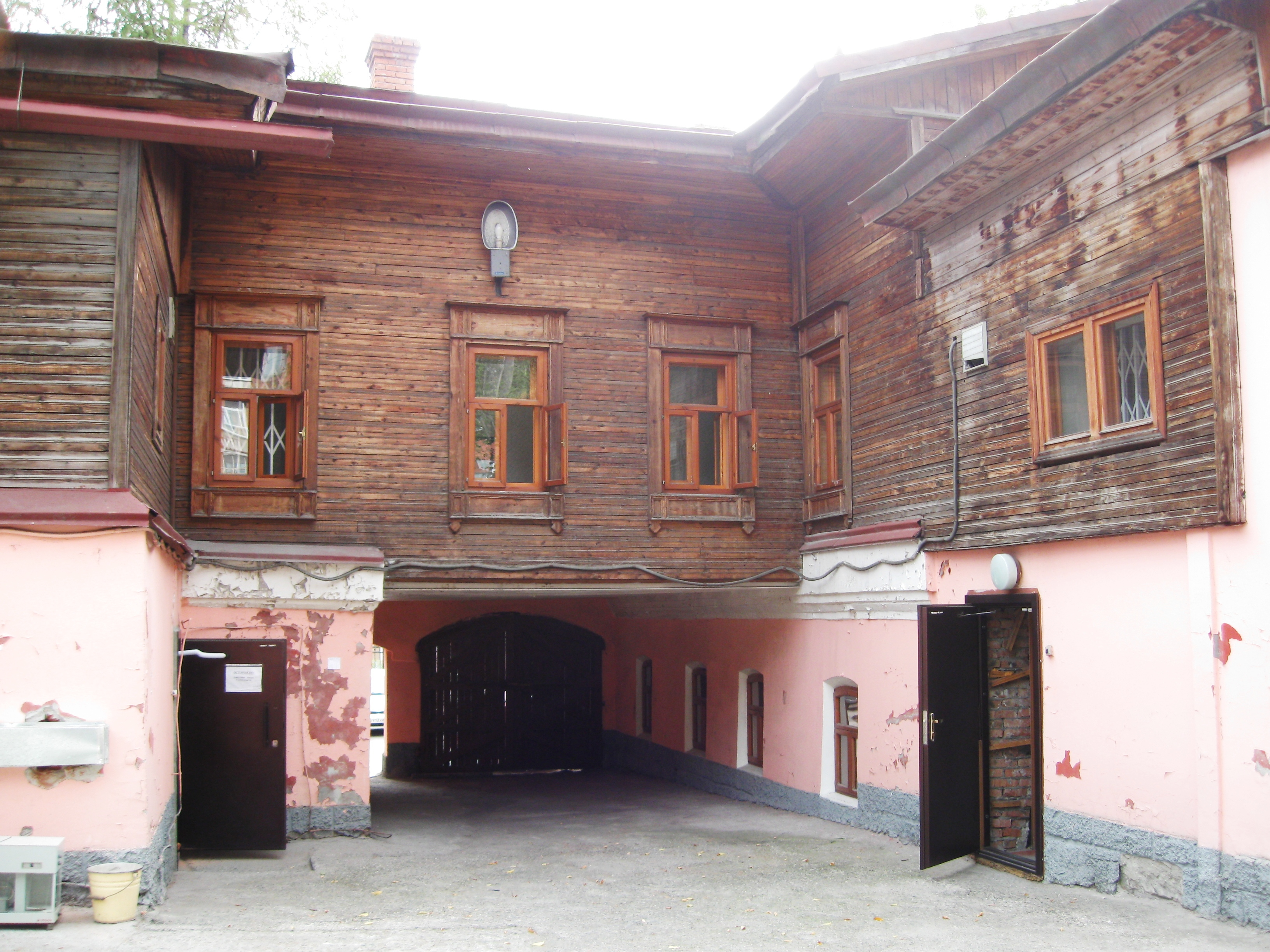
Каинская улица, дом № 13. Вид с придворовой территории

По Каинской улице нет движения общественного транспорта. Ближайшая станция метро «Площадь Ленина» находится более чем в километре севернее улицы.
Остановки наземного транспорта
- Площадь Свердлова — к северу от улицы на Красном проспекте (210 м).
- Сибревкома — расположена на Советской улице (190 м).

Трамвайные остановки
- Фабрика ЦК Швейников — на Серебренниковской улице к северу от улицы (190 м).

Железнодорожные станции
- Правая Обь — к западу от улицы (100 м)
- Центр — к западу от улицы (175 м)

## Галерея

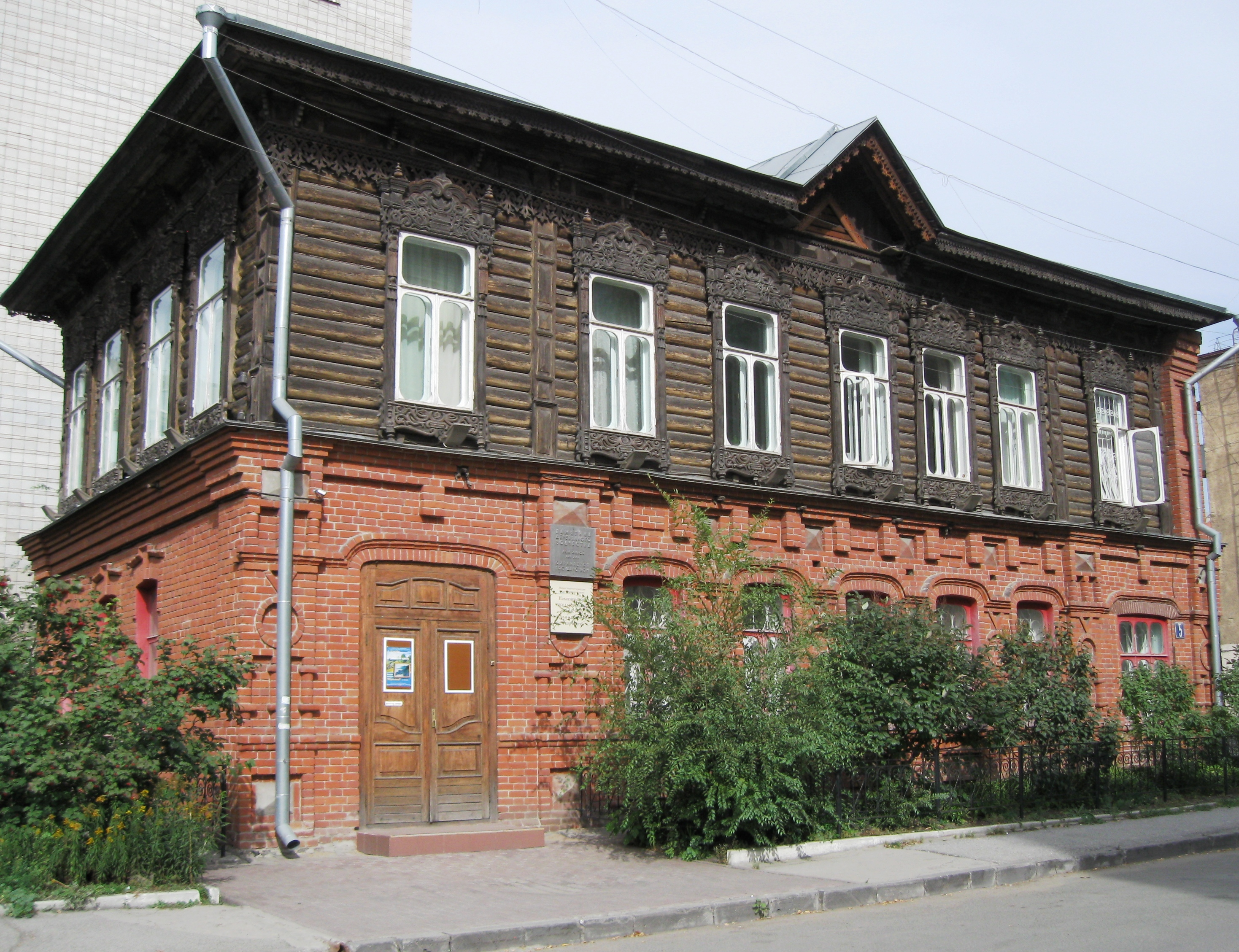
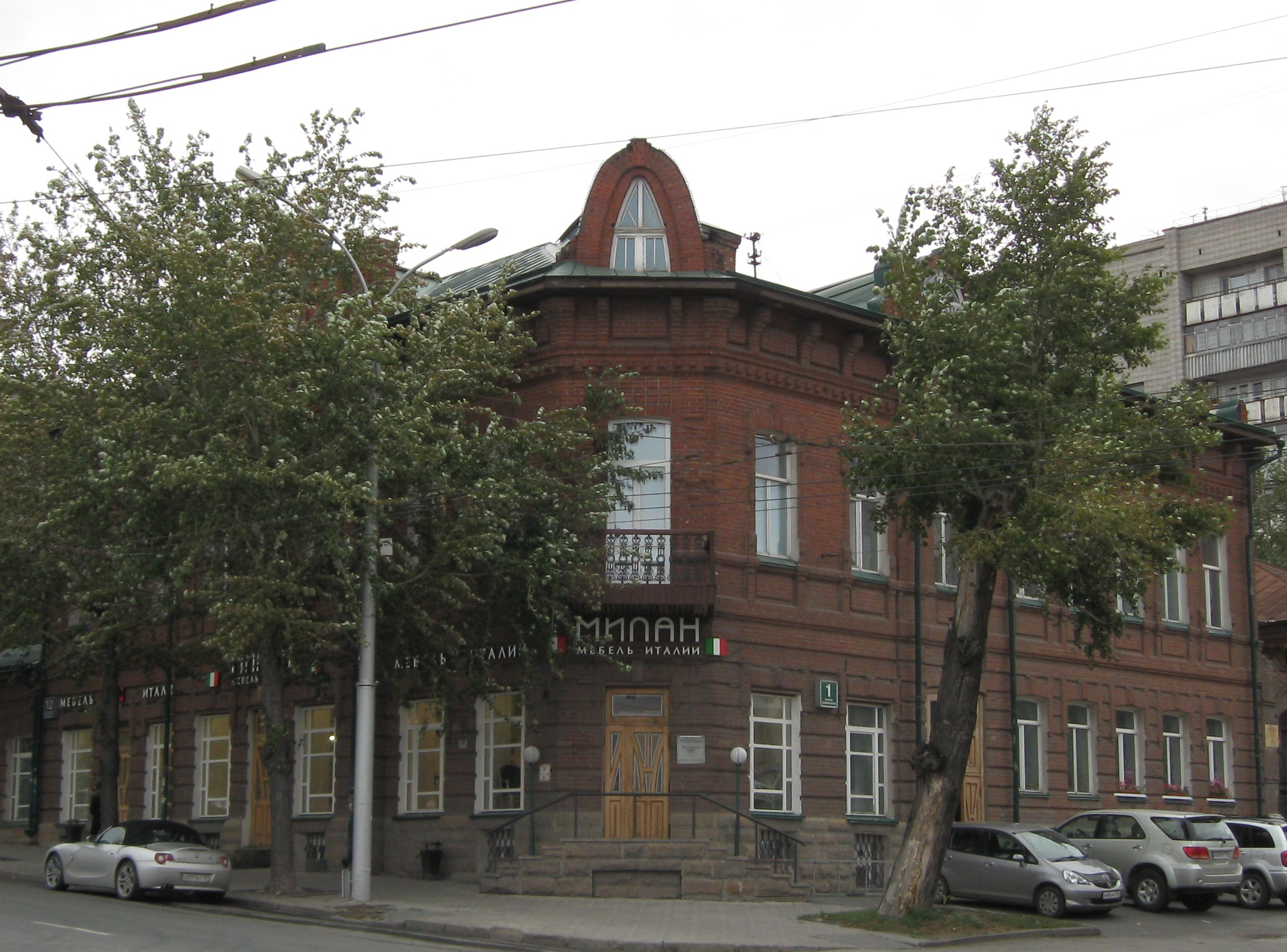
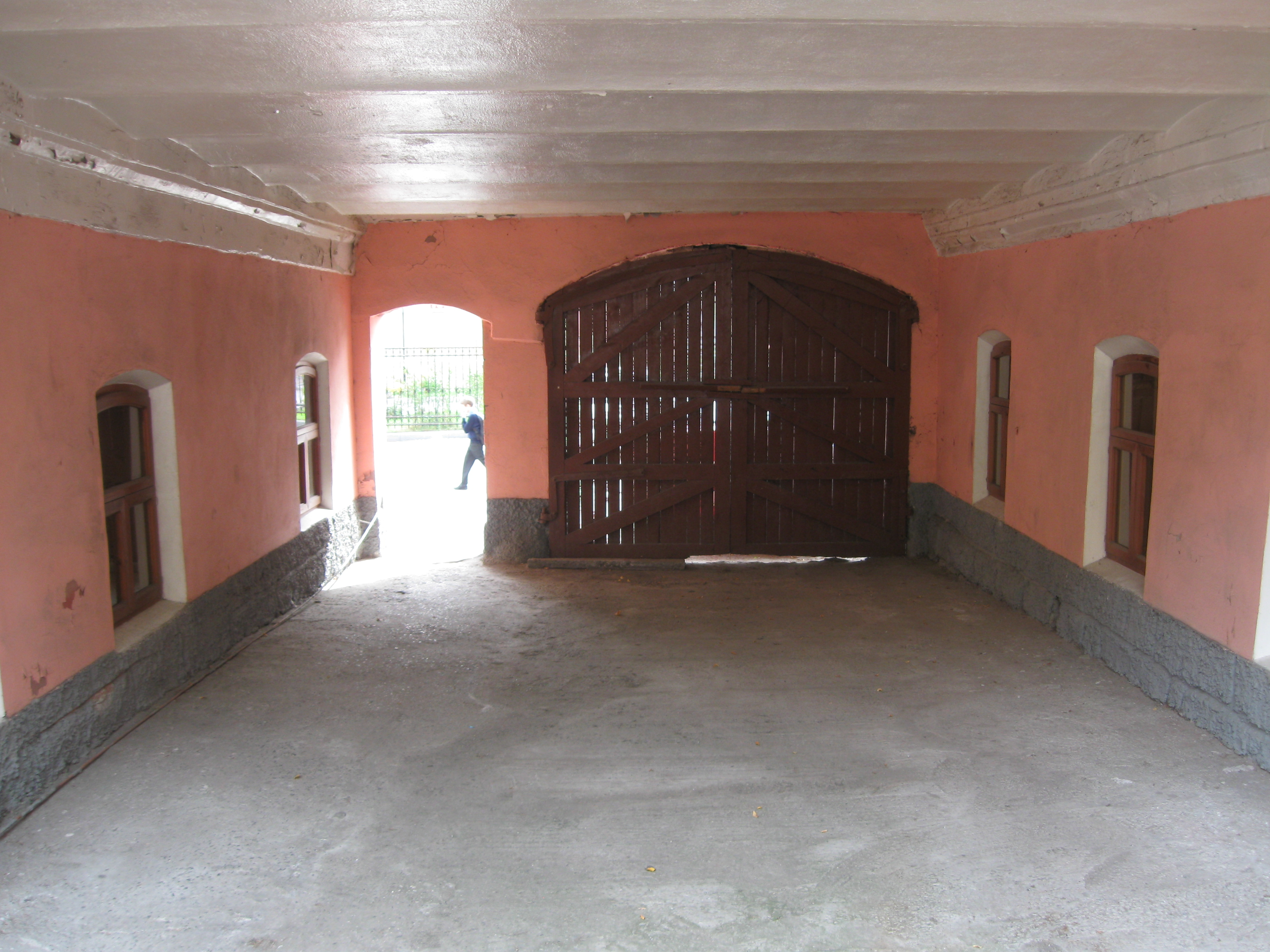
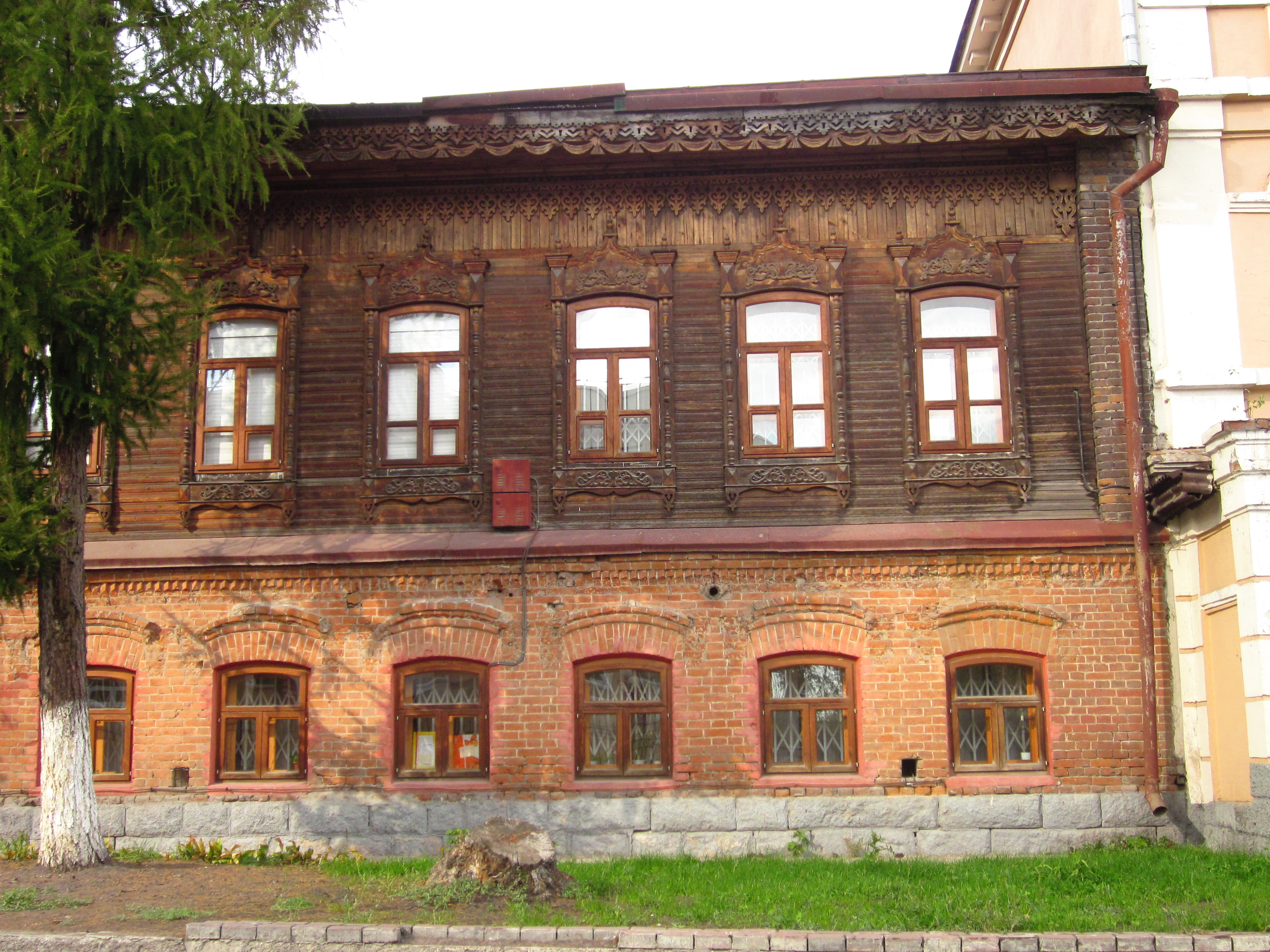
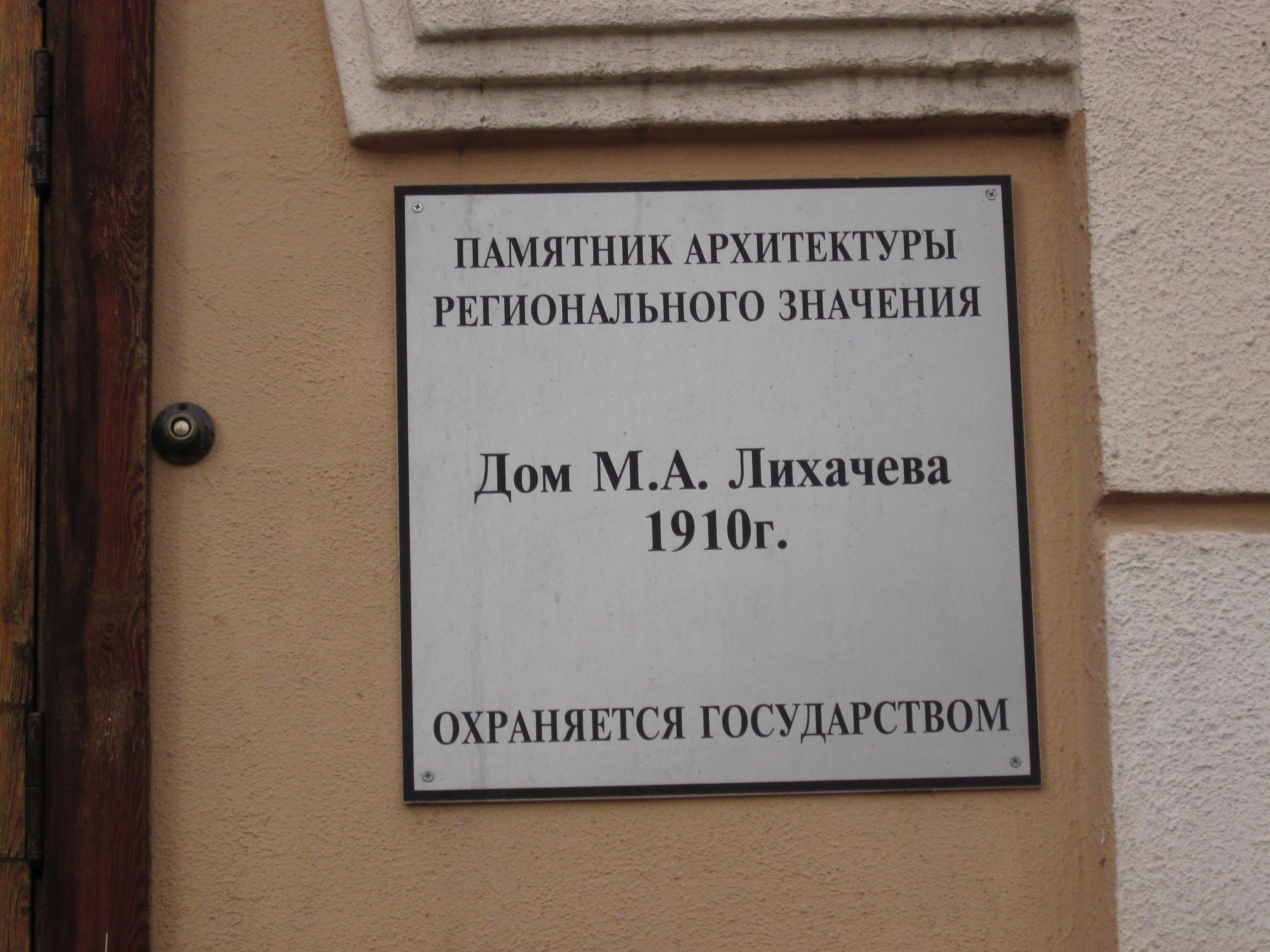